# Miss Belgique 2008
Miss Belgique 2008, 74e élection de Miss Belgique, s'est déroulée le 15 décembre 2007 dans la salle du Lotto Arena d'Anvers. 
Le concours a été présenté en néerlandais par Véronique De Kock, Miss Belgique 1995 et en français par Jean-Michel Zecca. Il a été diffusé sur RTL-TVI en Wallonie et sur VT4 en Flandre.

## Classement final
| Résultats final    | Candidates |
| ------------------ | --- |
| Miss Belgique 2008 | - Liège - Alizee Poulicek |
| 1re dauphine       | - Bruxelles - Fabienne Kabeya |
| 2e dauphine        | - Flandre orientale - Jade Van de Walle |
| Top 5              | - Bruxelles - Anaïs Konde Lengo - Flandre orientale - Charlotte Van de Vijver                                                              |
| Top 10             | - Anvers - Véronique Boubane - Hainaut - Olivia Ledoux - Liège - Maud Neuprez - Bruxelles - Davina Pinkers - Brabant flamand - Ellen Rolin |

## Observations